# アップサイクリング

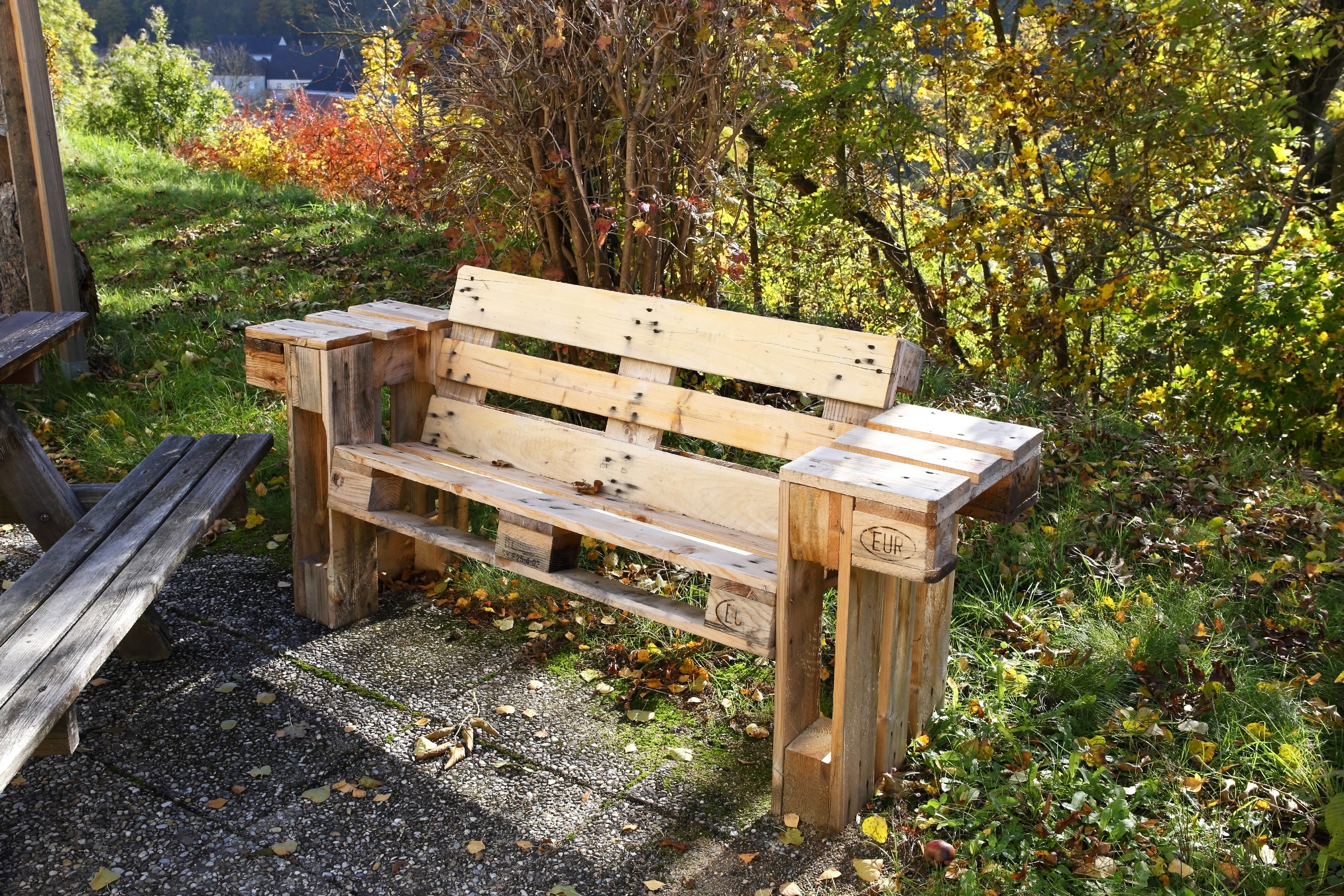
用済みのパレットで作った庭の椅子
（アップサイクリングの一例）

アップサイクリング（upcycling）は創造的再利用とも呼ばれ、副産物や廃棄物、役に立たないまたは不要な製品を、より良い品質と環境価値の新しい材料または製品にアップグレードして役立てるプロセスである。日本語ではアップサイクルとも表記される。
食品ロスを原料に酒を醸造したり、化粧品の余剰分を画材に転用したりといった例がある。持続可能な開発目標（SDGs）にも寄与すると評価されている。
アップサイクリングはリサイクルプロセスのもう一つの側面であるダウンサイクリングの逆の意味の言葉である。ダウンサイクリングには材料と製品をより低品質の新しい材料に変換することを含んでいる。ほとんどのリサイクルでは、製品を原料に変換したり、取り出したりすることで別の製品または材料にする。古い肌着を雑巾にしたり、古新聞・古雑誌を再生紙にしたりするのは、元のものよりも価値や質が下がり、いずれはゴミになって廃棄されることになり、継続性がない 。
アップサイクリングとダウンサイクリングの用語が最初に使われたのは、ライナー・ピルツ(Rainer Pilz)を引用したソーントン・ケイ（Thornton Kay）による『Salvo NEWS』No.99（1994年10月11日）の記事である。